# Дикти
Ди́кти (греч. Δίκτη ή Λασιθιώτικα βουνά) — горный хребет, расположенный в восточной части острова Крит. Административно входит в периферийную единицу Ласитион в периферии Крит.
Высочайшая вершина хребта — пик Спафи (Σπαθί) — достигает высоты 2148 м над уровнем моря. Ещё две вершины превышают 2000 м: это Афентис-Христос (Αφέντης Χριστός, 2141 м) и Лазарос (2085 м).
В горах Дикти находится Диктейская пещера, также называемая пещерой Психро, в которой согласно древнегреческой мифологии Рея прятала от Кроноса новорождённого Зевса.
Включает в себя обширное, плодородное и густонаселённое плато Ласити.